# 灰果藓属
灰果藓属（学名：Chaetomitriopsis）为刺果藓科的一个属。

## 物种
本属包括以下物种：
- 灰果藓 Chaetomitriopsis glaucocarpa